# 23408 Beijingaoyun
23408 Beijingaoyun è un asteroide della fascia principale. Scoperto nel 1977, presenta un'orbita caratterizzata da un semiasse maggiore pari a 3,0514679 UA e da un'eccentricità di 0,1907210, inclinata di 14,70285° rispetto all'eclittica.